# Oderico Rinaldi
Pour les articles homonymes, voir Rinaldi.
Oderico Rinaldi, Odoric Raynald, seulement Raynald ou encore Odericus Raynaldus ou Odoricus Raynaldus en latin (né à Trévise le 20 juin 1594 et mort à Rome le 22 janvier 1671) est un religieux, un historien et un savant italien du XVIIe siècle.
Entré dans l’Oratoire de Saint Philippe Néri en 1618, il fut chargé de continuer les Annales ecclésiastiques de Baronius. Il s’acquitta de ce soin avec autant d’érudition que d’exactitude : il reprit ce grand travail à l’année 1198, et le conduisit en dix volumes jusqu’à l’année 1565 (Rome, 1646-1677, t. XIII à XXII, in-fol.) et compila enoutre un Abrégé de l’ouvrage entier (Ibid., 1669, in fol., et 1670, 3 vol. in-4°). Bien qu’inférieur à celui de Baronius, le travail de Rinaldi se recommande par une sage méthode, un style élégant jusqu’à la recherche, et de profondes connaissances dans l’histoire ecclésiastique.

## Biographie
Oderico Rinaldi naquit à Trévise en 1595 d’une famille patricienne. Dès sa plus tendre enfance, il reçut dans la maison paternelle des exemples de piété et de vertu. Après avoir fait ses premières études dans sa ville natale, il alla les continuer à Parme au collège des jésuites, qui y enseignaient alors avec beaucoup de réputation et d’éclat, et il termina ses cours à l’Université de Parme. Une grande application au travail, jointe à d’heureuses dispositions, en avait fait un sujet très-distingué.
En 1618, il embrassa l’institut de l’Oratoire d’Italie dans la maison que cette compagnie avait à Turin. Le célèbre cardinal Baronius, du même institut, l’avait habitée et y avait composé ses Annales ecclésiastiques ; prévenu par la mort en 1607, il n’avait pu en donner que douze volumes qui se terminent à l’année 1198. L’Oratoire voyait avec peine que les matériaux qu’avait amassés cet homme savant restassent sans emploi, et il regrettait vivement que ce grand travail, si utile à l’Église et qui faisait tant d’honneur à la congrégation, ne s’achevât point. Les supérieurs jetèrent les yeux sur Rinaldi, qu’ils crurent capable de continuer cette vaste entreprise : lui seul la jugea au-dessus de ses forces ; mais la voix d’une autorité à laquelle il ne croyait pas qu’il lui fût permis de résister vainquit la répugnance du modeste oratorien. Il reprit ce grand ouvrage après trente-neuf ans d’interruption, et donna le premier tome de la continuation, ou le treizième des Annales, en 1646. Le succès de ce volume, bien accueilli du public, encouragea Rinaldi ; s’affectionnant de plus en plus à son travail, il y employa tout ce qu’il avait de forces et de temps, et parvint à composer dix volumes, dont sept parurent de son vivant et trois autres ne furent imprimés qu’après sa mort. Les Annales ecclésiastiques se trouvèrent ainsi portées à 22 volumes, qui allaient jusqu’en l’année 1565 et offraient beaucoup de documents précieux dont purent profiter ceux qui depuis ont écrit sur l’histoire ecclésiastique.
Rinaldi s’occupait en même temps d’un abrégé du livre de Baronius et du sien, qu’il publia à Rome, 1669, in-fol. ; 1670, 3 vol., in-4° ; ouvrage, dit le célèbre critique Tiraboschi, « où l’on admire une pureté de style qui ne se trouve pas communément dans les écrits de cette époque, et qui est peut-être quelquefois plus recherchée qu’il ne convient à l’histoire. » On ne conteste à Rinaldi ni son érudition ni ses hautes connaissances en histoire ecclésiastique.
Quoique son travail soit mis au-dessous de celui Baronius, et que Tiraboschi lui-même avoue qu’il lui est inférieur, Ughelli en loue le style et la méthode. Riccioli vante son érudition et les services rendus par lui à la religion ; Fabricius, son éloquence et son amour de la vérité. Enfin le savant P. Mansi le regarde comme l’un des hommes les plus profonds, les plus éclairés et les plus zélés qu’ait produits l’Italie dans le 17e siècle.
La congrégation de l’oratoire rendit justice son mérite en l’élisant, à deux reprises différentes, pour son supérieur général. Il la gouverna sagement, et se plut surtout à enrichir de manuscrits rares la bibliothèque de la maison de Rome. Il reçut des témoignages d’estime de tous les papes qui vécurent de son temps. Innocent X lui offrit la surintendance de la Bibliothèque apostolique vaticane, qu’avait eue aussi Baronius ; mais Rinaldi la refusa pour se livrer tout entier à son Histoire ecclésiastique. Il était fort charitable envers les pauvres, et partageait entre eux les produits du revenu patrimonial dont on sait que les oratoriens jouissaient. Il laissa, par son testament, une somme considérable à l’Archiconfrérie de la Ste-Trinité de Rome en faveur des pèlerins.
Il mourut le 22 janvier 1671 dans sa 76e année, après avoir passé dans sa congrégation cinquante-trois ans, occupé d’utiles travaux historiques, d’œuvres de piété et de la direction des consciences.